# Nemoria rindgei
Nemoria rindgei är en fjärilsart som beskrevs av Ferguson 1969. Nemoria rindgei ingår i släktet Nemoria och familjen mätare. Inga underarter finns listade i Catalogue of Life.